# ベツリン
ベツリン(Betulin)は、天然に豊富に存在するトリテルペンである。カバノキ属の樹皮から単離される。シラカンバの樹皮の乾燥重量の30%に達する。チャーガーやレッドオルガーにも含まれる。
樹皮に白い色を与え、冬季に太陽で加熱されすぎるのを防いでいる。その結果、カバノキは、落葉樹で最も北まで存在しうる。アルコール基がカルボキシル基で置換されるとベツリン酸となり、ベツリン自体よりも生理活性が高くなる。

## 歴史
ベツリンは、1788年にドイツ系ロシア人の化学者Johann Tobias Lowitzにより発見された。

## 化学
化学的には、ルパン構造のトリテルペンである。五員環構造を持ち、C3位とC28位にはヒドロキシル基を持つ。

## 生理活性
臨床研究により、様々な腫瘍に対する効果が見られる。ベツリンは、特定の種類の腫瘍細胞にアポトーシスを起こさせ、またいくつかの種類の腫瘍細胞の成長を遅らせる。
また、ベツリンは転写調節因子SREBPを阻害することも発見された。SREBPの阻害は、コレステロールと脂肪酸の生合成を減少させる。in vivoで、ベツリンは食物によって引き起こされる肥満を改善し、血清や組織中の脂質含量を減少させ、インスリン感受性を向上させる。さらに、アテローム斑の大きさを減少させて安定性を改善する。
アメリカ州の先住民族は、レッドオルガーの樹皮をウルシかぶれ、虫刺症、皮膚の炎症等の治療に用いてきた。ブラックフット族は、レッドオルガーの樹皮の浸出液をリンパ系疾患や結核の治療に用いた。